# Justin Chadwick
Justin Chadwick (Reino Unido, 6 de dezembro de 1968) é um ator e cineasta britânico. Como reconhecimento, recebeu indicação ao BAFTA 2014.

## Filmografia
- London Kills Me (1991)
- The Other Boleyn Girl (2008)
- The First Grader (2010)
- Mandela: Long Walk to Freedom (2013)
- Tulip Fever (2017)